# Сосновка (Ялуторовский район)
Сосновка — деревня в Ялуторовского района Тюменской области России. Входит в состав Памятнинского сельского поселения.

## История
В 1961 году указом Президиума Верховного Совета РСФСР деревня Могильник переименована в Сосновку.

## Население
| 2010 | 2014 |
| ---- | ---- |
| 28   | →28  |